# Велфьорд
Велфьорд (норв. Velfjord) — бывшая коммуна в фюльке Нурланн в Норвегии. Административным центром являлась деревня Хоммелстё.
Коммуна была образована отделение от Брённёя 1 октября 1875 года. Население составляло 1 162 жителя.
1 января 1964 года Велфьорд был воссоединён с коммуной Брённёй. В тот момент в коммуне проживало 1 380 жителей.